# Immarni
Immarni ist eine luwische  Gottheit, die für vermutlich die Viehzucht zuständig war.
Der Name Immarni ist eine Erweiterung von luwisch im(ma)r- »Feld, Flur, Steppe«.
Erwähnt wird Immarni in einem hethitischen Geburtsritual. Nach der Geburt des Säuglings betritt die Ritualherrin einen Viehpferch und verlangt von Immarni einen Ziegenbock. Diesem werden die verschiedenen Körperteile des Neugeborenen entgegengestellt. Danach wird der Bock geopfert, damit er in der Totenwelt allfällige Krankheiten dieser Körperteile der Sonnengöttin der Erde zukommen lässt.
Im Mythos vom Verschwinden des Vegetationsgottes Telipinu nimmt der verärgerte Gott, neben Getreide, Wachstum und Sättigung, auch Immarni mit.
In der hethitischen Stadt Karaḫna, deren Kulte deutliche luwische Einflüsse zeigen, wurde das Götterkollektiv Immarnizza zusammen mit anderen Gottheiten verehrt und erhielt ein Schafopfer. 
Verwandte Gottheiten, deren Name vom selben Wort gebildet wurden, sind Immaršiya in Ištanuwa sowie Imralla im Kult der Göttin Ḫuwaššanna.